# Erebia castor
Erebia castor är en fjärilsart som beskrevs av Eugen Johann Christoph Esper 1781. Erebia castor ingår i släktet Erebia och familjen praktfjärilar. Inga underarter finns listade i Catalogue of Life.